# Чемпіонат Туру WTA 2010, одиночний розряд
Серена Вільямс була чинною чемпіонкою, але не брала участь через травму.

Кім Клейстерс втретє і востаннє в кар'єрі виграла цей турнір, у фіналі перемігши новоспечену 1-шу ракетку світу Каролін Возняцкі з рахунком 6–3, 5–7, 6–3.

## Кваліфікація
1. Каролін Возняцкі (фінал)
2. Віра Звонарьова (півфінал)
3. Кім Клейстерс (переможниця)
4. Франческа Ск'явоне (Круговий турнір)
5. Саманта Стосур (півфінал)
6. Єлена Янкович (Круговий турнір)
7. Дементьєва Олена В'ячеславівна (Круговий турнір)
8. Вікторія Азаренко (Круговий турнір)

Notes:
- Вінус Вільямс кваліфікувалась, але знялась через травму лівого коліна
- Серена Вільямс кваліфікувалась, але знялась через травму ступні

## Запасні
1. Лі На (не використана)
2. Шахар Пеєр (не використана)

## Сітка

### Легенда
| - Q = Кваліфаєр - WC = Вайлд-кард - LL = Щасливий лузер | - Alt = Заміна - SE = Виняток - PR = Захищений рейтинг | - w/o = Без гри - r = Зняття - d = Присуджено перемогу |

### Фінальна частина
|  | Півфінали | Півфінали        | Півфінали        | Півфінали | Півфінали |   |                 | Фінал | Фінал | Фінал | Фінал | Фінал |
|  |           |                  |                  |           |           |   |                 |       |       |       |       |       |
|  | 5         | Саманта Стосур   | 63               | 1         |           |   |                 |       |       |       |       |       |
|  | 3         | Кім Клейстерс    | 7                | 6         |           |   |                 |       |       |       |       |       |
|  | 3         | Кім Клейстерс    | 7                | 6         |           | 3 | Кім Клейстерс   | 6     | 5     | 6     |       |       |
|  |           |                  |                  |           |           | 3 | Кім Клейстерс   | 6     | 5     | 6     |       |       |
|  |           | 1                | Каролін Возняцкі | 3         | 7         | 3 |                 |       |       |       |       |       |
|  | 2         | 1                | Каролін Возняцкі | 3         | 7         | 3 | Віра Звонарьова | 5     | 0     |       |       |       |
|  | 2         |                  |                  |           |           |   | Віра Звонарьова | 5     | 0     |       |       |       |
|  | 1         | Каролін Возняцкі | 7                | 6         |           |   |                 |       |       |       |       |       |

### Каштанова група
|   |                                | Возняцкі      | Ск'явоне      | Стосур             | Дементьєва         | Матчів В–П | Сетів В–П | Геймів В–П | Положення |
| 1 | Каролін Возняцкі               |               | 3–6, 6–1, 6–1 | 4–6, 3–6           | 6–1, 6–1           | 2–1        | 4–3       | 34–22      | 2         |
| 4 | Франческа Ск'явоне             | 6–3, 1–6, 1–6 |               | 4–6, 4–6           | 6–4, 6–2           | 1–2        | 3–4       | 28–33      | 3         |
| 5 | Саманта Стосур                 | 6–4, 6–3      | 6–4, 6–4      |                    | 6–4, 4–6, 6–7(4–7) | 2–1        | 5–2       | 41–32      | 1         |
| 7 | Дементьєва Олена В'ячеславівна | 1–6, 1–6      | 4–6, 2–6      | 4–6, 6–4, 7–6(7–4) |                    | 1–2        | 2–5       | 25–41      | 4         |

За рівної кількості очок положення визначається: 1) Кількість перемог; 2) Кількість матчів; 3) Якщо двоє тенісисток після цього ділять місце, особисті зустрічі; 4) Якщо троє тенісисток після цього ділять місце, кількість виграних сетів, кількість виграних геймів; 5) Рішення організаційного комітету.

### Біла група
|   |                   | Звонарьова    | Клейстерс     | Янкович  | Азаренко      | Матчів В–П | Сетів В–П | Геймів В–П | Положення |
| 2 | Віра Звонарьова   |               | 6–4, 7–5      | 6–3, 6–0 | 7–6(7–4), 6–4 | 3–0        | 6–0       | 38–22      | 1         |
| 3 | Кім Клейстерс     | 4–6, 5–7      |               | 6–2, 6–3 | 6–4, 5–7, 6–1 | 2–1        | 4–3       | 38–30      | 2         |
| 6 | Єлена Янкович     | 3–6, 0–6      | 2–6, 3–6      |          | 4–6, 1–6      | 0–3        | 0–6       | 13–36      | 4         |
| 8 | Вікторія Азаренко | 6–7(4–7), 4–6 | 4–6, 7–5, 1–6 | 6–4, 6–1 |               | 1–2        | 3–4       | 34–35      | 3         |

За рівної кількості очок положення визначається: 1) Кількість перемог; 2) Кількість матчів; 3) Якщо двоє тенісисток після цього ділять місце, особисті зустрічі; 4) Якщо троє тенісисток після цього ділять місце, кількість виграних сетів, кількість виграних геймів; 5) Рішення організаційного комітету.